# Bombe nucléaire sous-marine
 (juillet 2025).
Une bombe nucléaire sous-marine est l'équivalent nucléaire d'une charge sous-marine conventionnelle et peut être utilisée dans la lutte anti-sous-marine pour détruire des sous-marins. La Royal Navy, la marine soviétique et la US Navy ont toutes possédé des bombes nucléaires sous-marines dans leurs arsenaux nucléaires à un moment donné.

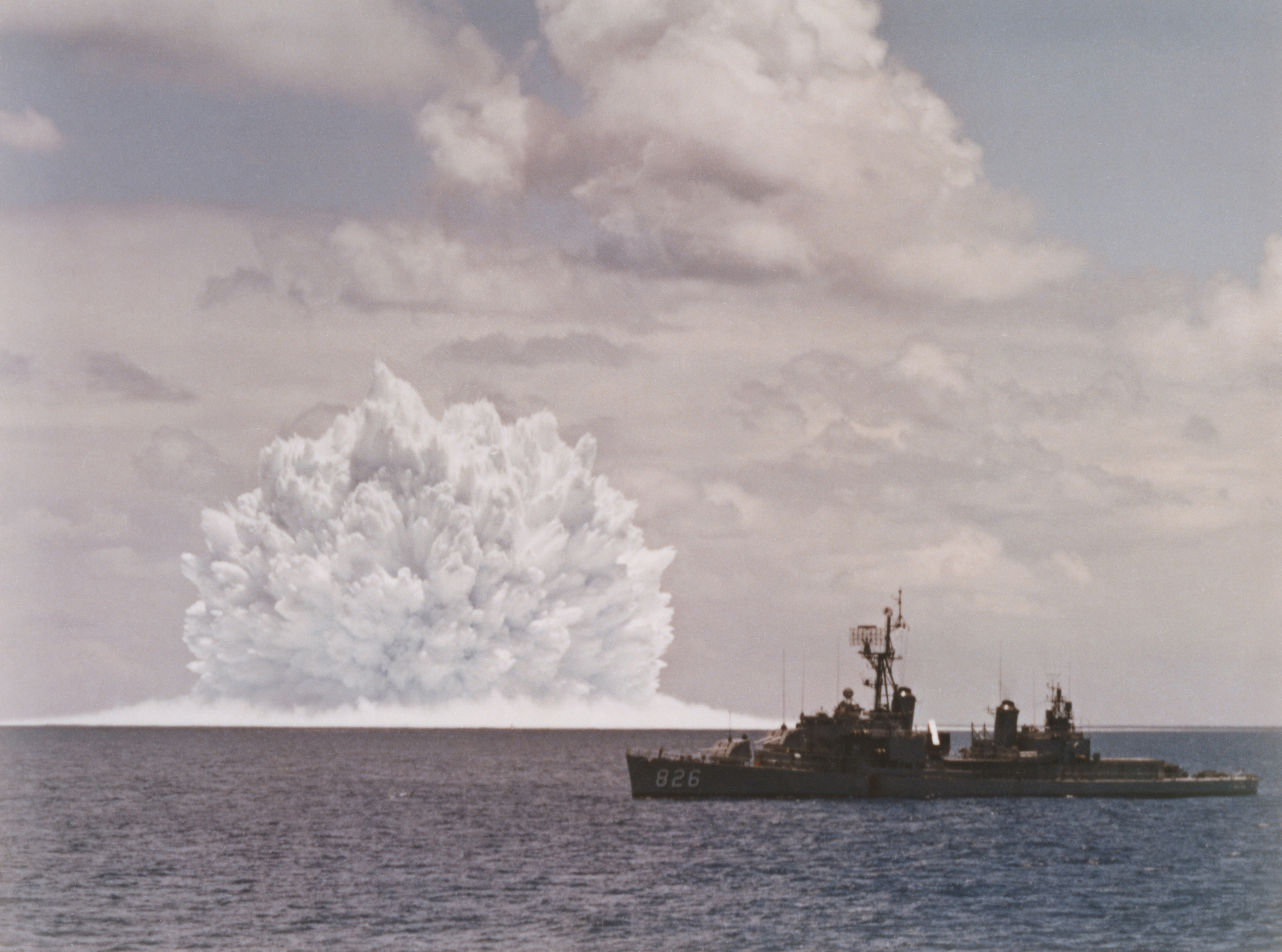
Les États-Unis ont effectué le test Dominic Swordfish de la bombe nucléaire sous-marine RUR-5 ASROC au large de San Diego en 1962.

En raison de l'utilisation d'une ogive nucléaire d'une puissance explosive bien supérieure à celle de la mines sous-marine conventionnelle, la bombe nucléaire sous-marine augmentait considérablement la probabilité de destruction du sous-marin ciblé.
Certains bombardiers ont déjà transporté des bombes nucléaires sous-marines dans un but de prévention, comme le P2V Neptune, mais aucune n’a jamais été larguée en période de guerre.
Pendant la guerre des Malouines, à la mi-mai 1982, la force navale britannique transportait 31 bombes nucléaires sous-marines. Le HMS Hermes en possédait 18 à son bord, le HMS Invincible 12 et le RFA Regent une. Ces navires se trouvaient dans la « zone d'exclusion totale » imposée par la Grande-Bretagne autour des îles Malouines. Le nombre d'engins par navire était détaillé dans un dossier « Top Secret Atomic » découvert aux Archives nationales du Royaume-Uni par le média Declassified UK .
Toutes les armes nucléaires sous-marines ont été retirées des arsenaux mondiaux vers 1990. Elles ont été remplacées par des armes conventionnelles telles que la torpille Mk 54 qui offrait une meilleure précision et une plus grande portée.

## Liste des bombes nucléaires sous-marines
- RPK-6 Vodopad/RPK-7 Veter (1981-aujourd’hui)
- Ikara
- WE.177 (1966 - 1998)
- Bombe nucléaire Mark 90 (1952 - 1960)
- W34 pour Mk 101 Lulu (1958 - 1971)
- W34 pour Hotpoint Mk 105 (1958 - 1965)
- Bombe nucléaire B57 (1963 - 1993)
- Bombe nucléaire B90 (projet abandonné)
- W44 pour RUR-5 ASROC (1961-1989)
- W55 pour UUM-44 SUBROC (1964 - 1989)
- W89 pour UUM-125 Sea Lance (projet abandonné)